# 洛格島
80°10′N 18°00′E / 80.167°N 18.000°E

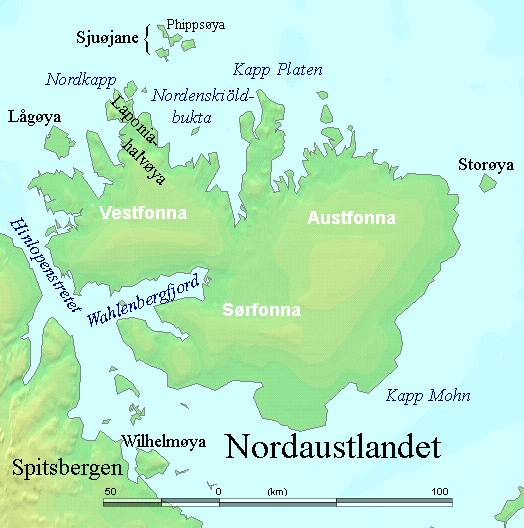

洛格島（挪威語：Lågøya）是挪威的島嶼，位於東北地島西南面的北冰洋海域，屬於斯匹茲卑爾根群島的一部分，長15公里、寬12公里，面積103.5平方公里，島上無人居住。